# Ufeus unicolor
Ufeus unicolor là một loài bướm đêm trong họ Noctuidae.